# 허브 엘리스
허브 엘리스(Herb Ellis, 1921년 8월 4일 ~ 2010년 3월 28일)는 미국의 재즈 기타리스트였다.